# Havankbrug
De Havankbrug (brug 1265) is een bouwkundig kunstwerk in Amsterdam-Zuidoost.
De brug is rond 1984 gebouwd als verbinding tussen twee delen van de wijk Venserpolder, die gescheiden worden door een gracht. Ze werd aangelegd in een serie van vier voet- en fietsbruggen: brug 1263, brug 1264, brug 1265 en brug 1266. Het basisontwerp is van Dirk Sterenberg, een architect die als zelfstandige werkte voor de Dienst der Publieke Werken. Hij kwam met een betonnen ondergrond (fundering, brugpijlers en jukken) waarop een houten bovenbouw werd gezet met leuningen in de vorm van dikke rode balken. In de 21e eeuw is de bovenbouw vernieuwd door de firma Haasnoot Bruggen, die talloze bruggen bouwde en vernieuwde in Amsterdam.
De brug bleef na oplevering naamloos. In juni 2020 werd hij, op initiatief van de Stichting Mateor, vernoemd naar detectiveschrijver Havank. De straten en pleinen in de buurt zijn vernoemd naar schrijvers. De Havankbrug ligt in het verlengde van de Boeninlaan, landt in het zuiden op de Andersensingel en in het noorden op de Agatha Christiesingel, vernoemd naar Havanks collega Agatha Christie.
Op 26 november 2022, bijna tweeënhalf jaar na de naamgeving, werden twee naamplaten op de brug en twee plaquettes op de landhoofden van architect Sterenberg onthuld.

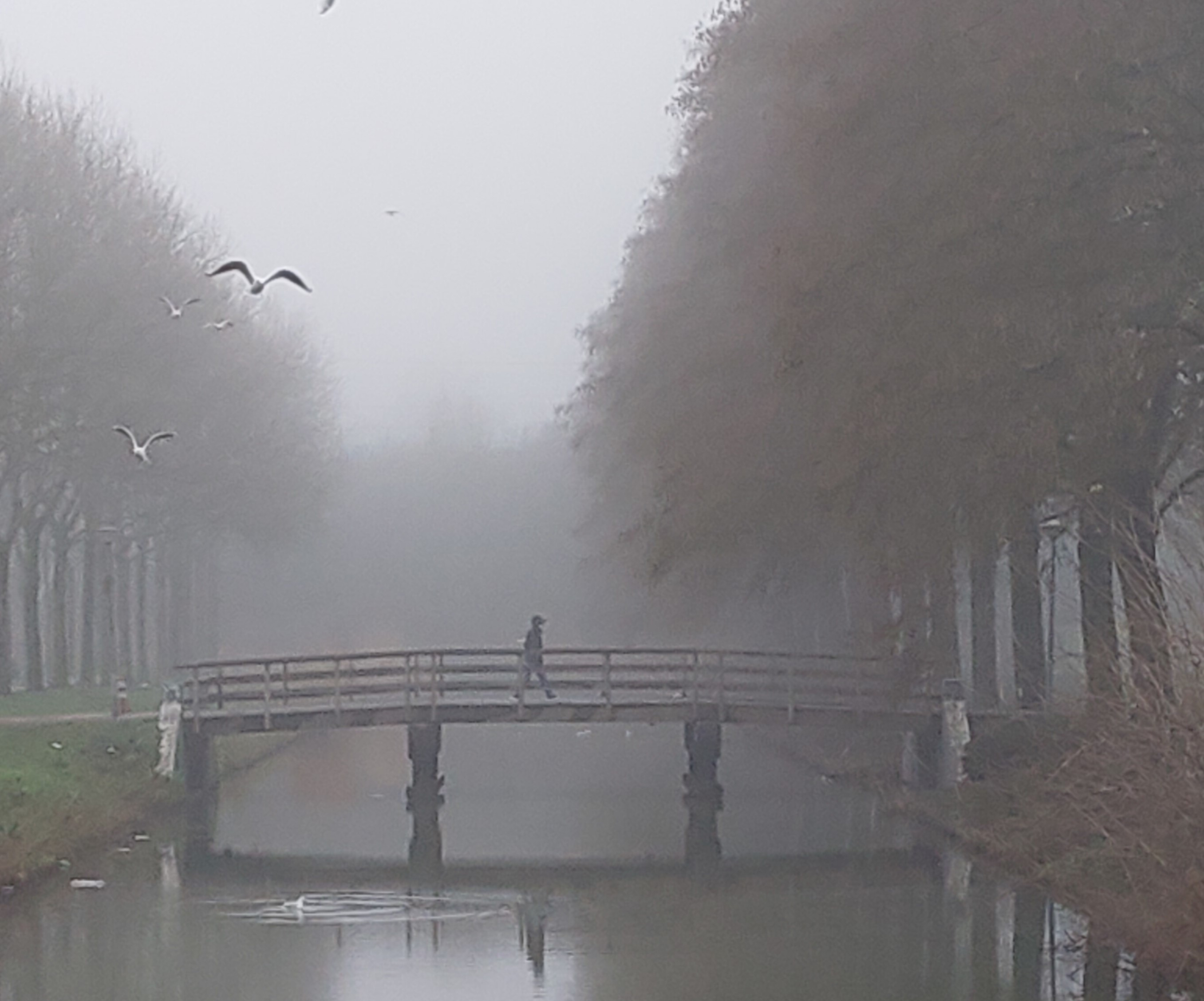
Havankbrug in de mist (januari 2021)

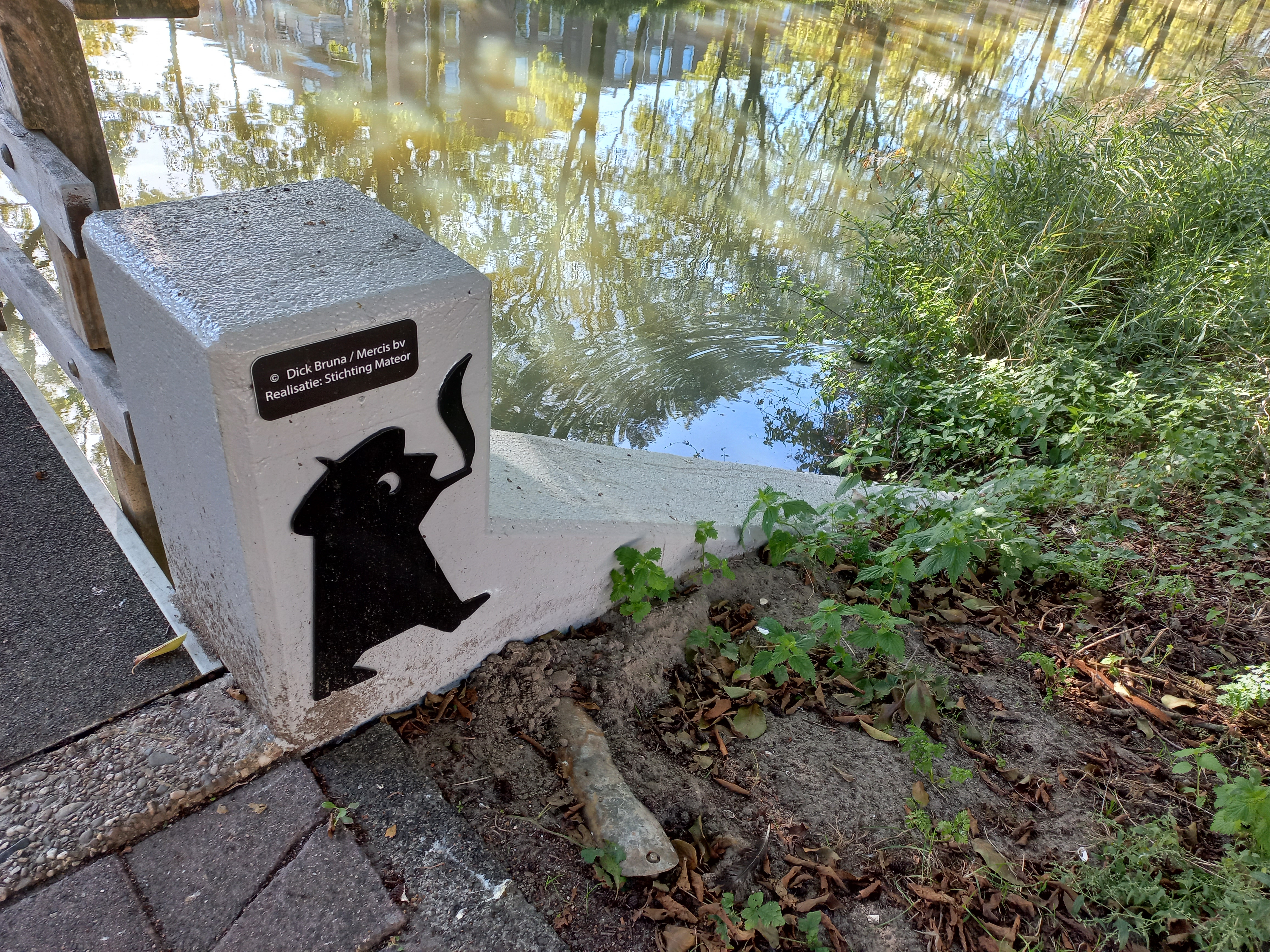
Beeldmerk Havank (oktober 2022)

<<< · 1201 · 1207 · 1208 · 1209 · 1210 · 1211 · 1212 · 1213 · 1216 · 1217 · 1218 · 1219 · 1220 · 1221 · 1223 · 1224 · 1230 · 1231 · 1246 · 1259 · 1260 · 1261 · 1263 · 1264 · 1265 · 1266 · 1267 · 1268 · 1269 · 1270 · >>>
Brugnummers 1200, brug 1202 (Ouder-Amstel), 1203-1206, 1214, 1215, 1222, 1225-1229, 1232-1245, 1247-1258, 1262 en 1271-1299 zijn niet (meer) in gebruik.